# 비폭력 저항

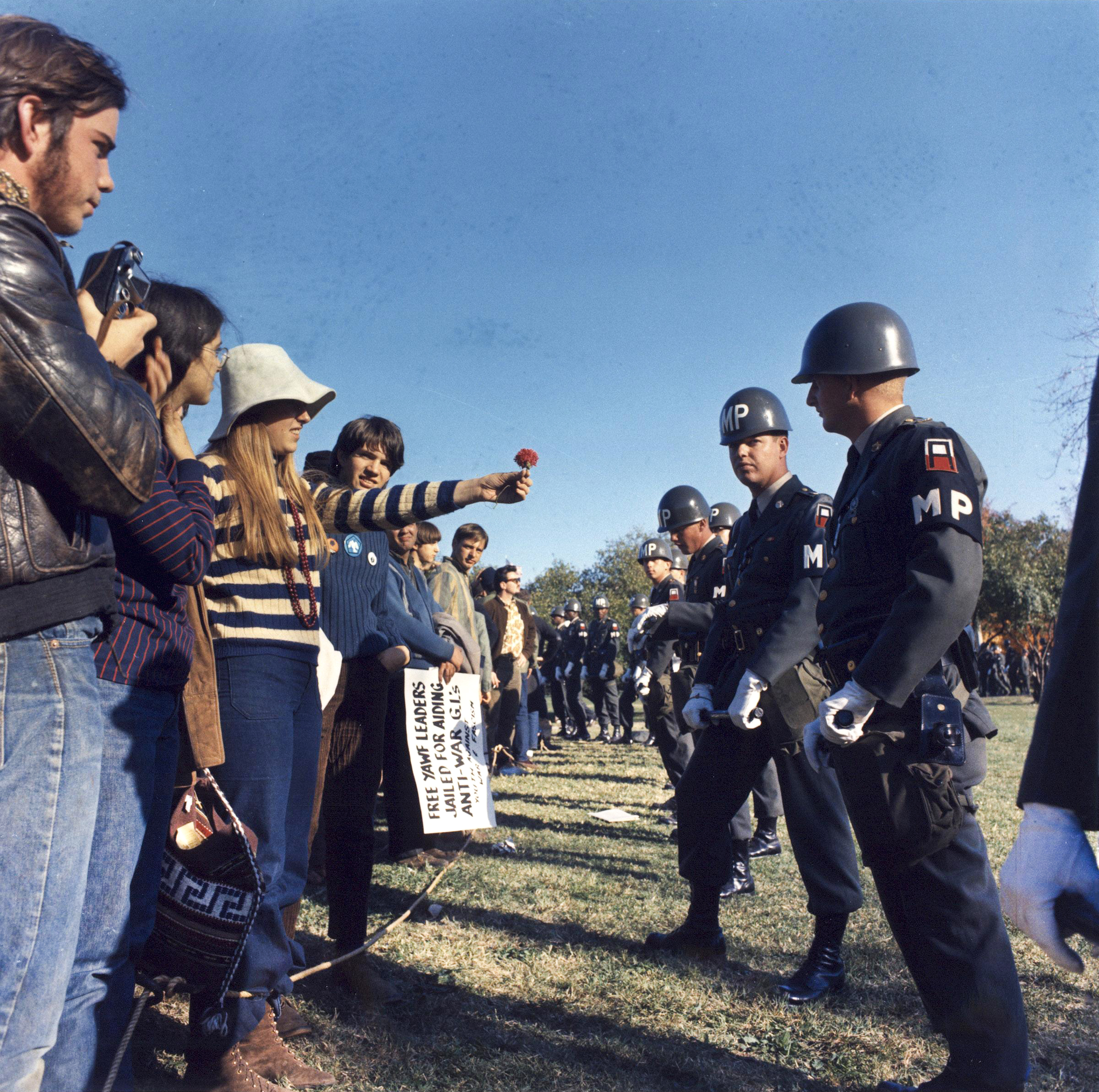
1967년 10월 21일 버지니아주 알링턴군에서 열린 베트남전 종전을 위한 국가동원위원회 시위에서 한 시위자가 헌병에게 꽃을 건네고 있다.

무저항주의(無抵抗主義, 영어: non-violent resistance, non-violent action)는 폭력을 절대악이라고 생각하여 악과 폭력에 대해서도 폭력으로써 저항하는 것을 부정하는 사상이다. 비폭력저항을 주장하는 것이므로 무저항주의라는 역어는 타당하지 않다. 기독교의 가르침이나 톨스토이·간디의 주장이 그 대표적인 것이다.

## 같이 보기
- 비폭력
- 비폭력 혁명
- 분류:비폭력 저항 운동
- 분류:나라별 반전 운동가
- 분류:나라별 인권 운동가
- 분류:나라별 민주주의 운동가
- 시민 불복종
- 저항운동
- 직접행동
- 체제 전복
- 플라워 파워
- 평화주의
- 반란
- 농성

## 참고 문헌
- 이 문서에는 다음커뮤니케이션(현 카카오)에서 GFDL 또는 CC-SA 라이선스로 배포한 글로벌 세계대백과사전의 내용을 기초로 작성된 글이 포함되어 있습니다.